# Elvīra Baldiņa
Elvīra Maiga Hortenzija Baldiņa (* 11. August 1919 in Karkly, Bezirksgemeinde Madona, Lettland; † 27. Mai 2025) war eine sowjetische bzw. lettische Schauspielerin.

## Biografie
Baldiņa wurde in dem Weiler Kraukļi als Tochter von Anna und Jānis Baldiņš, einem Bauernehepaar geboren. Sie besuchte die örtliche Volksschule und anschließend bis 1938 das Gymnasium in Cesvaine. Danach nahm die junge Frau ein Jahr Unterricht an der Theaterschule des Lettischen Schauspielerverbandes in Riga und setzte ihre Ausbildung beim Lettischen Dramaensemble fort. Dort stand Baldiņa von 1941 bis 1944 auch auf der Bühne. Um ihren Lebensunterhalt zu verdienen, arbeitete sie als Hausangestellte.
Zwischen 1945 und 1976 spielte Baldiņa für das Staatliche Jugendtheater der Lettischen SSR und blieb dem Haus auch im Ruhestand weiter verbunden. Außerdem beteiligte sie sich an Hörspielen und Fernsehproduktionen. Im Film war Baldiņa erstmals 1970 als Schuldirektorin in der Klāvs - Mārtiņa dēls zu sehen. Es folgten nur noch Das Märchen vom Däumling, der Kurzfilm Kā mēs aizgājām no mājām und die lettisch-US-amerikanische Koproduktion Būris.
Neben der Schauspieltätigkeit engagierte sich Baldiņa als ehrenamtliche Richterin und Abgeordnete im örtlichen Sowjet.
Sie wurde 1955 zur Verdienten Künstlerin der Lettischen SSR ernannt und erhielt 2010 den Drei-Sterne-Orden.

## Persönliches
Baldiņa war mit dem Dirigenten und Violinisten Leonhards Ostrovskis verheiratet, der Pianist Toms Ostrovskis ist ihr Enkel. Im Mai 2025 starb Elvīra Baldiņa über zwei Monate vor ihrem 106. Geburtstag.

## Theaterarbeit (Auswahl)

### Lettisches Dramaensemble
- Circenītis aizkrāsnē – nach Das Heimchen am Herde
- 1943: Brand

### Staatliches Jugendtheater der Lettischen SSR
- 1947: Princese Gundega un karalis Brusubārda – von Anna Brigadere
- 1949: Maija un Paija – von Anna Brigadere
- 1950: Die Schneekönigin (Schneschnaja koroljewa) – von Jewgeni Schwarz
- 1951: Ihre Freunde (Jejo drusja) – von Wiktor Rosow
- 1953: Aljoscha Peschkow – von Olga Forsch
- 1954: Смех и слёзы (Smech i sljosy) – von Sergei Michalkow
- 1955: Наташин дневник (Nataschin dnewnik) – von Isai Kusnezow und Awenir Sik
- 1956: Das goldene Ross (Zelta zirgs) – von Rainis
- 1956: Приключения Димки (Prikljutschenija Dimki) – von Wadim Korostyljow und Michail Lwowski
- 1956: Vārnu ielas republika – von Jānis Grīziņš
- 1957: Auf der Suche nach Freude (W poiskach radosti) – von Wiktor Rosow
- 1960: Отверженные (Otwerschennyje) – nach Victor Hugos Die Elenden
- 1960: Mūsu sētas bērni – von Zenta Ērgle
- 1962: Это не так просто (Eto ne tak prosto) – von Georgi Schmeljow
- 1966: Легенда об Уленшпигеле (Legenda ob Ulenschpigele) – nach Die Legende und die heldenhaften, fröhlichen und ruhmreichen Abenteuer von Ulenspiegel und Lamme Goedzak
- 1967: Die Letzten
- 1967: Медвежонок Пух и его друзья (Medweschonok Puch i jego drusja) – nach Pu der Bär
- 1968: Малыш и Карлсон, который живёт на крыше (Malysch i Karlson, kotory schiwjot na krysche) – auf Grundlage von Karlsson vom Dach
- 1978: Капля солнечной росы (Kaplja solnetschnoi rosy) – nach Jānis Jaunsudrabiņš
- 1981: Ожидание праздника (Oschidanije prasdnika) – nach Pauls Putniņš

## Filmografie
- 1970: Klāvs - Mārtiņa dēls
- 1986: Das Märchen vom Däumling (Sprīdītis)
- 1986: Kā mēs aizgājām no mājām (Kurzfilm)
- 1993: Būris